# 擬鬚魨
擬鬚魨（学名：Anacanthus barbatus），又名剝皮魚，为輻鰭魚綱魨形目鱗魨亞目單棘魨科擬鬚魨屬下的一个种，為熱帶海水魚，分布於印度西太平洋區，從印度至印尼西部、澳洲等海域，棲息深度2-20m，體長可達35cm，棲息在沙底質、海草生長的水域，生活習性不明，可做為食用魚。

## 扩展阅读
- 維基物種上的相關：擬鬚魨